# Volby do Knesetu 1984
Volby do 11. Knesetu se v Izraeli konaly 23. července 1984. Volební účast byla 78,1 %.

## Výsledky
| strana                                | hlasů     | % hlasů | křesel na začátku funkčního období | křesel na konci funkčního období |
| ------------------------------------- | --------- | ------- | ---------------------------------- | -------------------------------- |
| Ma'arach 1 2                          | 724 074   | 34,9 %  | 44                                 | 38                               |
| Likud 4                               | 661 302   | 31,9 %  | 41                                 | 43                               |
| Techija 5                             | 83 037    | 4,0 %   | 5                                  | 4                                |
| Národní náboženská strana 6           | 73 530    | 3,5 %   | 4                                  | 5                                |
| Chadaš 8                              | 69 815    | 3,4 %   | 4                                  | 5                                |
| Šas 7                                 | 63 605    | 3,1 %   | 4                                  | 3                                |
| Šinuj 1 3                             | 54 747    | 2,7 %   | 3                                  | 3                                |
| Rac 1 3                               | 49 698    | 2,4 %   | 3                                  | 5                                |
| Jahad 2                               | 46 302    | 2,2 %   | 3                                  | 0                                |
| Progresivní kandidátka za mír         | 38 012    | 1,8 %   | 2                                  | 2                                |
| Agudat Jisra'el                       | 36 079    | 1,7 %   | 2                                  | 2                                |
| Moraša 6                              | 33 287    | 1,6 %   | 2                                  | 1                                |
| Tami 4                                | 31 103    | 1,5 %   | 1                                  | 0                                |
| Kach                                  | 25 907    | 1,2 %   | 1                                  | 1                                |
| Omec 4                                | 23 845    | 1,2 %   | 1                                  | 0                                |
|                                       |           |         |                                    |                                  |
| Arje Eli'av                           | 15 348    | 0,7 %   | 0                                  | 0                                |
| Organizace handicapovaných            | 12 329    | 0,6 %   | 0                                  | 0                                |
| Hnutí za obnovu sociálního sionismu   | 5 876     | 0,3 %   | 0                                  | 0                                |
| Hnutí alija a mládež                  | 5 794     | 0,3 %   | 0                                  | 0                                |
| Šiluv                                 | 5 499     | 0,3 %   | 0                                  | 0                                |
| Nezávislost                           | 4 887     | 0,2 %   | 0                                  | 0                                |
| Národní organizace pro obranu nájemců | 3 195     | 0,2 %   | 0                                  | 0                                |
| Pituach ve-Šalom                      | 2 430     | 0,1 %   | 0                                  | 0                                |
| Has Mas                               | 1 472     | 0,1 %   | 0                                  | 0                                |
| Hnutí za domovinu                     | 1 415     | 0,1 %   | 0                                  | 0                                |
| Amcha                                 | 733       | 0,1 %   | 0                                  | 0                                |
| Celkem                                | 2 073 321 | 100 %   | 120                                | 120                              |
|                                       |           |         |                                    |                                  |
| Mapam 1 8                             | -         | -       | 0                                  | 5                                |
| Comet 5                               | -         | -       | 0                                  | 1                                |
| Arabská demokratická strana 1         | -         | -       | 0                                  | 1                                |
| Šim'on Ben Šlomo 7                    | -         | -       | 0                                  | 1                                |

- 1 Mapam a Arabská demokratická strana se odtrhli od Ma'arachu, zatímco jeden poslanec přešel od strany Rac k Šinuji.
- 2 Jahad splynul s Ma'arachem.
- 3 Mordechaj Viršubski přešel ze Šinuje do strany Rac.
- 4 Omec a Tami splynuly s Likudem.
- 5 Comet se odtrhl od Techije.
- 6 Chajim Drukman přešel z Moraši do Národní náboženské strany.
- 7 Šim'on Ben Šlomo vystoupil ze strany Šas.
- 8 Mohamed Vatad přešel z Mapamu do Chadaše.

## Jedenáctý Kneset
Kvůli patu vzniklému po volbách bylo rozhodnuto o vytvoření vlády národní jednoty, ve které se budou u vedení střídat po dvou letech Likud s Ma'arachem. Ma'arach Šimona Perese vytvořil 13. září 1984 v pořadí 21. vládu a kromě Likudu zahrnovala koalice Národní náboženskou stranu, Agudat Jisra'el, Šas, stranu Moraša, Šinuj a Omec. Kromě vlád národní jednoty vytvořených v čase války (zejména vláda vytvořená během šestidenní války během funkčního období šestého Knesetu, která disponovala 111 poslanci), se jednalo o největší vládu v izraelské politické historii, neboť disponovala celkem 97 poslanci.
Na základě dohody o rotaci na premiérském postu Peres v roce 1986 rezignoval a Jicchak Šamir z Likudu vytvořil 20. října 1986 v pořadí 22. vládu. Šinuj opustila koalici 26. května 1987.
Jedenáctý Kneset rovněž zahrnoval dvě kontroverzní strany, a to Kach a Progresivní kandidátku za mír (PLFP). Kach byla ultrapravicovou stranou, která obhajovala vyhnání izraelských Arabů a ačkoliv kandidoval již v minulých volbách, tehdy nedokázala překročit volební práh. Strana byla nakonec zakázána poté, co byl schválen zákon, který zrušil strany podněcující rasismus. Progresivní kandidátka za mír byla zase platformou radikální levice.